# Road to Le Mans 2016
Navigation
Édition suivante

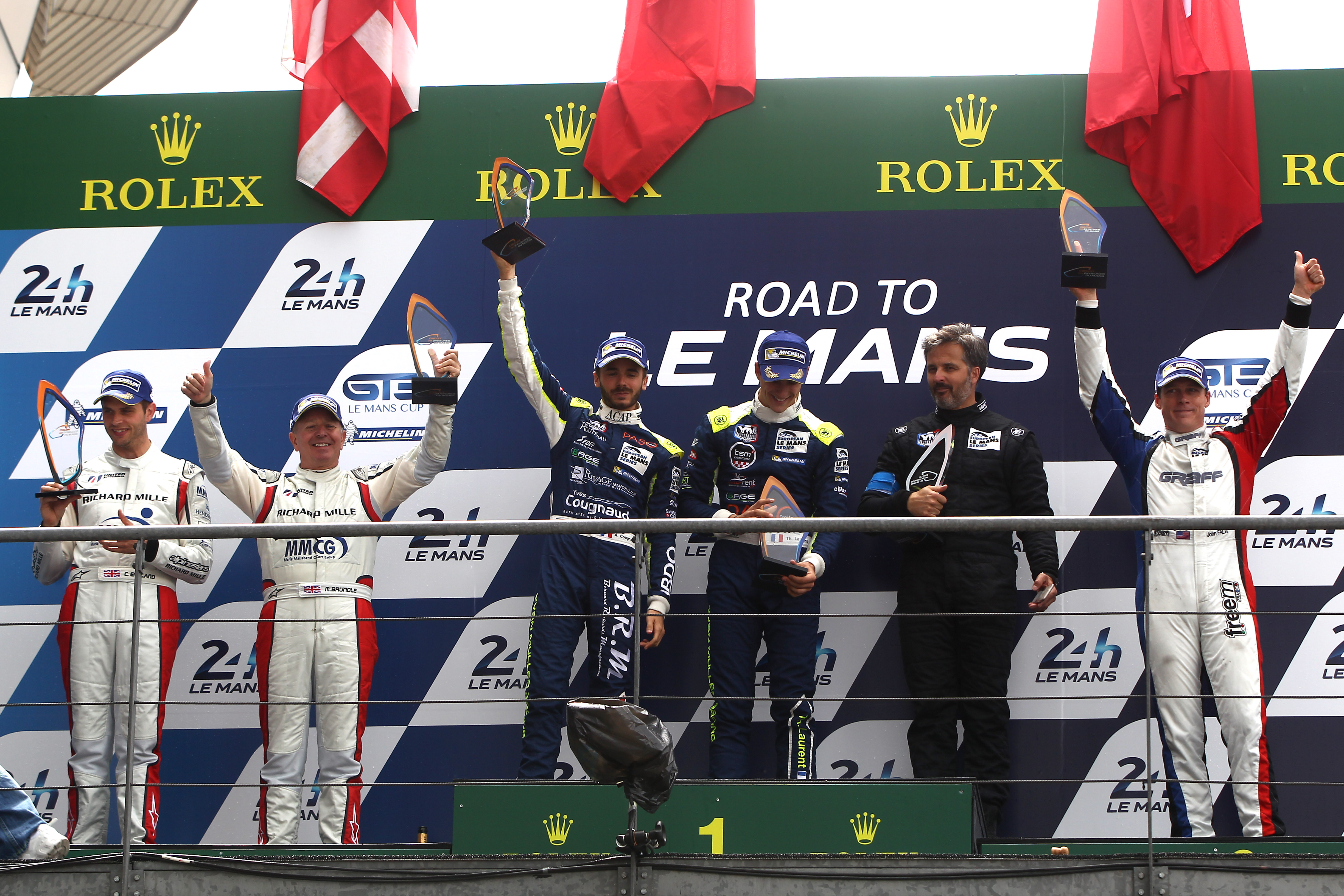
Podium des Road to Le Mans

La 1re édition du Road to Le Mans 2016 est une course de voitures de sport organisée sur le Circuit des 24 Heures au Mans, en France, qui s'est déroulée le 18 juin 2016 dans le cadre des 24 Heures du Mans. Il s'agissait de la deuxième manche du championnat Michelin Le Mans Cup 2016. La course avait été ouverte aux voitures de catégorie LMP3 pour laquelle il s'agissait d'une course hors championnat.

## Course

### Classement de la course
Voici le classement provisoire au terme de la course.
- Les vainqueurs de chaque catégorie sont signalés par un fond jauni.

| Pos | Classe | no | Écurie                       | Pilotes                                      | Châssis                          | Pneus | Tours | Temps |
| Pos | Classe | no | Écurie                       | Pilotes                                      | Moteur                           | Pneus | Tours | Temps |
| --- | ------ | -- | ---------------------------- | -------------------------------------------- | -------------------------------- | ----- | ----- | ----- |
| 1   | LMP3   | 85 | DC Racing                    | Alexandre Cougnaud Thomas Laurent            | Ligier JS P3                     | M     | 13    |       |
| 1   | LMP3   | 85 | DC Racing                    | Alexandre Cougnaud Thomas Laurent            | Nissan VK50VE 5,0 L V8 Atmo      | M     | 13    |       |
| 2   | LMP3   | 2  | United Autosports            | Martin Brundle Christian England             | Ligier JS P3                     | M     | 13    |       |
| 2   | LMP3   | 2  | United Autosports            | Martin Brundle Christian England             | Nissan VK50VE 5,0 L V8 Atmo      | M     | 13    |       |
| 3   | LMP3   | 77 | Graff                        | John Falb                                    | Ligier JS P3                     | M     | 13    |       |
| 3   | LMP3   | 77 | Graff                        | John Falb                                    | Nissan VK50VE 5,0 L V8 Atmo      | M     | 13    |       |
| 4   | LMP3   | 18 | M.Racing-YMR                 | Yann Ehrlacher Romano Ricci                  | Ligier JS P3                     | M     | 13    |       |
| 4   | LMP3   | 18 | M.Racing-YMR                 | Yann Ehrlacher Romano Ricci                  | Nissan VK50VE 5,0 L V8 Atmo      | M     | 13    |       |
| 5   | LMP3   | 3  | United Autosports            | Guy Cosmo Mike Hedlund (de)                  | Ligier JS P3                     | M     | 13    |       |
| 5   | LMP3   | 3  | United Autosports            | Guy Cosmo Mike Hedlund (de)                  | Nissan VK50VE 5,0 L V8 Atmo      | M     | 13    |       |
| 6   | LMP3   | 6  | 360 Racing                   | Terrence Woodward James Swift                | Ligier JS P3                     | M     | 13    |       |
| 6   | LMP3   | 6  | 360 Racing                   | Terrence Woodward James Swift                | Nissan VK50VE 5,0 L V8 Atmo      | M     | 13    |       |
| 7   | LMP3   | 15 | Duqueine Engineering         | Thomas Dagoneau (de) Alexis Kapadia          | Ligier JS P3                     | M     | 13    |       |
| 7   | LMP3   | 15 | Duqueine Engineering         | Thomas Dagoneau (de) Alexis Kapadia          | Nissan VK50VE 5,0 L V8 Atmo      | M     | 13    |       |
| 8   | LMP3   | 24 | OAK Racing                   | Jacques Nicolet Pierre Nicolet               | Ligier JS P3                     | M     | 13    |       |
| 8   | LMP3   | 24 | OAK Racing                   | Jacques Nicolet Pierre Nicolet               | Nissan VK50VE 5,0 L V8 Atmo      | M     | 13    |       |
| 9   | GT3    | 57 | SMP Racing                   | Aleksey Basov (en) Viktor Shaytar            | Ferrari 488 GT3                  | M     | 13    |       |
| 9   | GT3    | 57 | SMP Racing                   | Aleksey Basov (en) Viktor Shaytar            | Ferrari F154CB 3,9 L V8 Turbo    | M     | 13    |       |
| 10  | LMP3   | 61 | Graff                        | Dean Koutsoumidis James Winslow              | Ligier JS P3                     | M     | 13    |       |
| 10  | LMP3   | 61 | Graff                        | Dean Koutsoumidis James Winslow              | Nissan VK50VE 5,0 L V8 Atmo      | M     | 13    |       |
| 11  | GT3    | 55 | FFF Racing Team (en) pâr ACM | Hiroshi Hamaguchi (en) Adrian Quaife-Hobbs   | McLaren 650S GT3                 | M     | 13    |       |
| 11  | GT3    | 55 | FFF Racing Team (en) pâr ACM | Hiroshi Hamaguchi (en) Adrian Quaife-Hobbs   | McLaren M838T 3,8 L V8 Bi-Turbo  | M     | 13    |       |
| 12  | GT3    | 88 | Mentos Racing                | Egidio Perfetti Klaus Bachler                | Porsche 911 GT3 R                | M     | 13    |       |
| 12  | GT3    | 88 | Mentos Racing                | Egidio Perfetti Klaus Bachler                | Porsche 4,0 l Flat-6 Atmo        | M     | 13    |       |
| 13  | LMP3   | 10 | Race Performance             | Marcello Marateotto Giorgio Magg             | Ligier JS P3                     | M     | 13    |       |
| 13  | LMP3   | 10 | Race Performance             | Marcello Marateotto Giorgio Magg             | Nissan VK50VE 5,0 L V8 Atmo      | M     | 13    |       |
| 14  | GT3    | 34 | TF Sport                     | Euan Hankey Salih Yoluç                      | Aston Martin V12 Vantage GT3     | M     | 13    |       |
| 14  | GT3    | 34 | TF Sport                     | Euan Hankey Salih Yoluç                      | Aston Martin AM11 6,0 L V12 Atmo | M     | 13    |       |
| 15  | GT3    | 51 | AF Corse                     | Francesco Castellacci Thomas Flohr           | Ferrari 488 GT3                  | M     | 13    |       |
| 15  | GT3    | 51 | AF Corse                     | Francesco Castellacci Thomas Flohr           | Ferrari F154CB 3,9 L V8 Turbo    | M     | 13    |       |
| 16  | LMP3   | 16 | Duqueine Engineering         | Antonin Borga Laurent Millara                | Ligier JS P3                     | M     | 13    |       |
| 16  | LMP3   | 16 | Duqueine Engineering         | Antonin Borga Laurent Millara                | Nissan VK50VE 5,0 L V8 Atmo      | M     | 13    |       |
| 17  | GT3    | 22 | TF Sport                     | Andrew Jarman Devon Modell                   | Aston Martin V12 Vantage GT3     | M     | 13    |       |
| 17  | GT3    | 22 | TF Sport                     | Andrew Jarman Devon Modell                   | Aston Martin AM11 6,0 L V12 Atmo | M     | 13    |       |
| 18  | GT3    | 17 | Duqueine Engineering         | Christophe Hamon Lonni Martins               | Ferrari 458 Italia GT3           | M     | 13    |       |
| 18  | GT3    | 17 | Duqueine Engineering         | Christophe Hamon Lonni Martins               | Ferrari F136 4,5 L V8 Atmo       | M     | 13    |       |
| 19  | GT3    | 66 | Barwell Motorsport           | James Cottingham Joe Twyman                  | Lamborghini Huracán GT3          | M     | 13    |       |
| 19  | GT3    | 66 | Barwell Motorsport           | James Cottingham Joe Twyman                  | Lamborghini 5,2 L V10 Atmo       | M     | 13    |       |
| 20  | GT3    | 37 | IDEC Sport Racing            | Patrice Lafargue Paul Lafargue               | Mercedes-AMG GT3                 | M     | 13    |       |
| 20  | GT3    | 37 | IDEC Sport Racing            | Patrice Lafargue Paul Lafargue               | Mercedes-AMG M156 6,2 L V8 Atmo  | M     | 13    |       |
| 21  | GT3    | 8  | Scuderia Villorba Corse      | Steeve Hiesse (pl) Joe Twyman                | Ferrari 458 Italia GT3           | M     | 13    |       |
| 21  | GT3    | 8  | Scuderia Villorba Corse      | Steeve Hiesse (pl) Joe Twyman                | Ferrari F136 4,5 L V8 Atmo       | M     | 13    |       |
| 22  | GT3    | 16 | FFF Racing Team (en) pâr ACM | Marco Attard Matt Bell                       | Lamborghini Huracán GT3          | M     | 13    |       |
| 22  | GT3    | 16 | FFF Racing Team (en) pâr ACM | Marco Attard Matt Bell                       | Lamborghini 5,2 L V10 Atmo       | M     | 13    |       |
| 23  | LMP3   | 99 | WinEurasia Limited           | William Lok (en)                             | Ligier JS P3                     | M     | 13    |       |
| 23  | LMP3   | 99 | WinEurasia Limited           | William Lok (en)                             | Nissan VK50VE 5,0 L V8 Atmo      | M     | 13    |       |
| 24  | LMP3   | 31 | Graff                        | Jean Claude Poirier Paul Petit               | Ligier JS P3                     | M     | 13    |       |
| 24  | LMP3   | 31 | Graff                        | Jean Claude Poirier Paul Petit               | Nissan VK50VE 5,0 L V8 Atmo      | M     | 13    |       |
| 25  | GT3    | 71 | AF Corse                     | Felipe Barreiros Mads Rasmussen              | Ferrari 458 Italia GT3           | M     | 13    |       |
| 25  | GT3    | 71 | AF Corse                     | Felipe Barreiros Mads Rasmussen              | Ferrari F136 4,5 L V8 Atmo       | M     | 13    |       |
| 26  | GT3    | 26 | Classic & Modern Racing      | Nicolas Misslin Matthieu Vaxivière           | Ferrari 458 Italia GT3           | M     | 12    |       |
| 26  | GT3    | 26 | Classic & Modern Racing      | Nicolas Misslin Matthieu Vaxivière           | Ferrari F136 4,5 L V8 Atmo       | M     | 12    |       |
| 27  | GT3    | 50 | Larbre Compétition           | Franck Labescat Christian Philippon          | Mercedes-Benz SLS AMG GT3        | M     | 12    |       |
| 27  | GT3    | 50 | Larbre Compétition           | Franck Labescat Christian Philippon          | Mercedes-AMG M159 6,2 L V8 Atmo  | M     | 12    |       |
| 28  | GT3    | 51 | FF Corse                     | Ivar Dunbar Johnny Mowlem                    | Ferrari 488 GT3                  | M     | 12    |       |
| 28  | GT3    | 51 | FF Corse                     | Ivar Dunbar Johnny Mowlem                    | Ferrari F154CB 3,9 L V8 Turbo    | M     | 12    |       |
| 29  | LMP3   | 31 | Team LNT                     | Lawrence Tomlinson Charlie Robertson         | Ginetta-Juno P3-15               | M     | 12    |       |
| 29  | LMP3   | 31 | Team LNT                     | Lawrence Tomlinson Charlie Robertson         | Nissan VK50VE 5,0 L V8 Atmo      | M     | 12    |       |
| 30  | GT3    | 28 | Delahaye Racing Team (en)    | Pierre-Etienne Bordet Alexandre Viron        | Porsche 911 GT3 R                | M     | 12    |       |
| 30  | GT3    | 28 | Delahaye Racing Team (en)    | Pierre-Etienne Bordet Alexandre Viron        | Porsche 4,0 l Flat-6 Atmo        | M     | 12    |       |
| 31  | GT3    | 44 | DKR Engineering              | Niels Bouwhuis Jan Storm                     | BMW Z4 GT3                       | M     | 12    |       |
| 31  | GT3    | 44 | DKR Engineering              | Niels Bouwhuis Jan Storm                     | BMW S65 4,4 l V8 Atmo            | M     | 12    |       |
| 32  | LMP3   | 11 | By Speed Factory             | Jesus Fuster Rebecca Jackson                 | Ligier JS P3                     | M     | 13    |       |
| 32  | LMP3   | 11 | By Speed Factory             | Jesus Fuster Rebecca Jackson                 | Nissan VK50VE 5,0 L V8 Atmo      | M     | 13    |       |
| 33  | LMP3   | 9  | Racing Team Nederland        | Jan Lammers Bernhard d'Orange-Nassau         | Ligier JS P3                     | M     | 12    |       |
| 33  | LMP3   | 9  | Racing Team Nederland        | Jan Lammers Bernhard d'Orange-Nassau         | Nissan VK50VE 5,0 L V8 Atmo      | M     | 12    |       |
| 34  | LMP3   | 7  | Scuderia Villorba Corse      | Roberto Lacorte Giorgio Sernagiotto          | Ligier JS P3                     | M     | 12    |       |
| 34  | LMP3   | 7  | Scuderia Villorba Corse      | Roberto Lacorte Giorgio Sernagiotto          | Nissan VK50VE 5,0 L V8 Atmo      | M     | 12    |       |
| 35  | GT3    | 44 | Tockwith Motorsports         | Philip Hanson Nigel Moore                    | Audi R8 LMS ultra                | M     | 11    |       |
| 35  | GT3    | 44 | Tockwith Motorsports         | Philip Hanson Nigel Moore                    | Audi 5,2 L V10 Atmo              | M     | 11    |       |
| 36  | GT3    | 14 | AF Corse                     | Adrien de Leener (de) Pierre-Marie De Leener | Ferrari 458 Italia GT3           | M     | 9     |       |
| 36  | GT3    | 14 | AF Corse                     | Adrien de Leener (de) Pierre-Marie De Leener | Ferrari F136 4,5 L V8 Atmo       | M     | 9     |       |
| 37  | LMP3   | 48 | PS Racing Ltd.               | Angelo Negro Philippe Prette                 | ADESS-03                         | M     | 3     |       |
| 37  | LMP3   | 48 | PS Racing Ltd.               | Angelo Negro Philippe Prette                 | Nissan VK50VE 5,0 L V8 Atmo      | M     | 3     |       |

### Pole position et record du tour
- Pole position : (#2 United Autosports) en 3 min 55 s 748
- Meilleur tour en course :  Guy Cosmo (#3 United Autosports) en 3 min 54 s 491

### Tours en tête
- no 32 Team LNT - Ginetta-Juno P3-15 :  5 tours (1-5)
- no 61 Graff - Ligier JS P3 :  2 tours (6-7)
- no 85 DC Racing - Ligier JS P3 :  4 tours (8-11)

## À noter
- Longueur du circuit : 13,629 km (13 629 m)
- Nombre de virages : 38
- Nom du circuit : Circuit automobile de la Sarthe
- Lieu : Le Mans, Pays de la Loire, France